# Incidente di Vlieter
L'incidente di Vlieter fu un episodio della guerra della Seconda coalizione, in particolare dell'invasione anglo-russa dell'Olanda, riguardante la flotta della Repubblica batava. Il 30 agosto 1799, uno squadrone di navi sotto il comando dell'ammiraglio Samuel Story  si ammutinarono e consegnarono alla flotta inglese. L'incidente ebbe luogo tra l'isola di Texel ed una zona nei pressi di Wieringen nota appunto come De Vlieter.

## Contesto storico

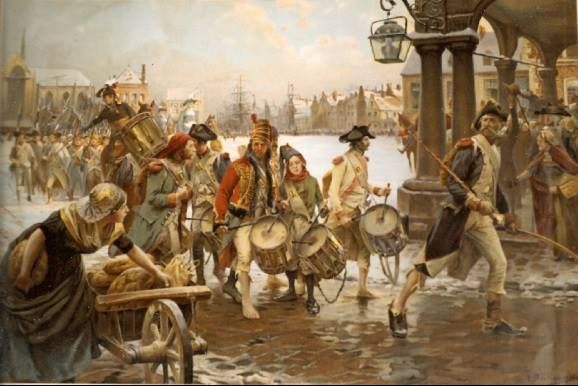
L'armata di Pichegru entra ad Amsterdam nel 1795

Durante la guerra della Prima coalizione, la Repubblica delle Sette Province Unite fu invasa nel 1794 dall'esercito francese del generale Pichegru, il che portò alla fuga in Inghilterra dello statolder Guglielmo V, principe d'Orange, e alla proclamazione della Repubblica Batava. Le forze della coalizione, comandate dal duca di York, tentarono di porre resistenza e di mantenere il controllo della zona, ma fallirono nei loro intenti e furono costrette ad abbandonare la regione.
Alla regione fu assegnato un contingente dell'esercito francese, comandato dal generale Brune, con una breve parentesi sotto il generale Joubert, che garantiva la stabilità del regime filogiacobino nell'Olanda.

## Antefatti
Dopo un breve periodo di pace sul continente, la guerra riprese nel 1799, con Austria, Russia e Regno Unito coalizzate contro la Francia. Le vittorie francesi che avevano caratterizzato la parte finale della precedente guerra non furono ripetute: l'Armata del Reno fu sconfitta ad Ostrach e Stockach ed era rimasta immobile per mesi, in Svizzera il generale Massena stava trovando numerose difficoltà a contenere le forze alleate ed in Italia il generale Suvorov aveva realizzato una lunga successione di vittorie, che avevano permesso alle sue truppe di avanzare sino a Torino e a conquistare per intero la Lombardia.
Quando la vittoria della coalizione sembrava a portata di mano, gli interessi politici delle singole parti emersero, rovinando, almeno in parte, quelli che erano stati ottimi progressi: venne proposto un piano che prevedeva il rafforzamento delle forze austriache in Italia, lo spostamento delle armate di Suvorov in Svizzera, lo spostamento dell'arciduca Carlo in Germania e l'invasione dell'Olanda, senza che niente di ciò fosse supportato da valide ragioni militari.
L'obiettivo alleato per l'Olanda era di reinsedirare lo statolder, contrario ai valori rivoluzionari, ed allungare le linee repubblicane, creando un nuovo fronte sul quale combattere. Il comando di questa forza di spedizione fu nuovamente affidato al duca di York. In totale, circa 40000 uomini tra russi ed inglesi avrebbero preso parte all'operazione ed il loro arrivo era previsto tra fine agosto ed inizio settembre.

Prinsenvlag, la bandiera della Repubblica delle Sette Province Unite, che simboleggiava il potere dello statolder

Per facilitare la realizzazione di questo piano, lo stesso principe ereditario d'Orange prese parte alla spedizione. Sulle navi della flotta furono caricate diverse Prinsenvlag e numerosi opuscoli pro-orangisti. Numerosi emigrati olandesi parteciparono volontariamente alla spedizione, tra i quali Carel Hendrik Ver Huell, che aveva lasciato la marina olandese nel 1795 ed aveva contattato, per conto del principe, due dei suoi precedenti colleghi, Theodorus Frederik van Capellen e Aegidius van Braam, con l'obiettivo di convincerli a organizzare un ammutinamento nello squadrone Helder, dove ciascuno di loro comandava una nave di linea. Non è ben chiaro se i due avessero già compiuto diversi sforzi per favorire l'ammutinamento già prima del 30 agosto.
La flotta d'invasione, composta da circa 200 navi da guerra e da trasporto, lasciò l'Inghilterra il 13 agosto. Inizialmente le condizioni meteorologiche avverse impedirono l'avvicinamento alla costa olandese. Tuttavia, il 22 agosto, il viceammiraglio britannico Andrew Mitchell riuscì ad avvicinarsi alla rada di Den Helder. Dopo aver sbarcato una minima parte delle truppe, le navi britanniche si ritirarono a causa del maltempo e restarono in mare ancora per alcuni giorni. Finalmente, il 26 agosto la flotta d'invasione anglo-russa composta da undici navi di linea e sette fregate arrivò alla rada di Texel, issando la bandiera del principe d'Orange. Cominciarono a sbarcare le truppe il 27, senza incontrare opposizione da parte della flotta batava, che si era ritirata nello Zuiderzee. Il generale Herman Willem Daendels, comandante delle forze di terra batave, tentò di fermare lo sbarco delle forze alleate, ma dopo aver fallito nell'impresa, ordinò l'evacuazione dei forti costieri di Den Helder, iniziando a difendere l'Olanda da una linea più arretrata.
Già il 21 agosto, gli inglesi avevano convocato Story per richeidere che egli consegnasse spontaneamente la sua flotta. L'ammiraglio rifutò.

## Ammutinamento e resa della flotta

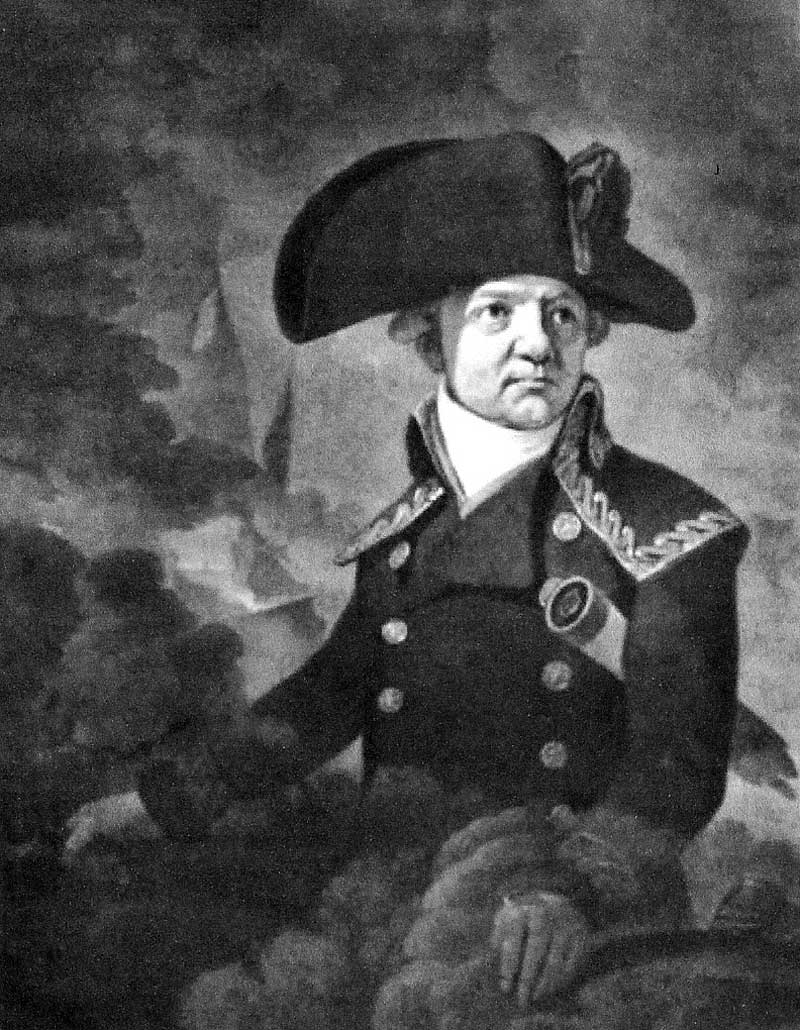
L'ammiraglio Samuel Story

Il 28 agosto l'ammiraglio Story ritornò con il suo squadrone alla rada di Vlieter. Fu costretto ad ancorare a causa dei venti contrari che impedirono alla flotta di lanciare un attacco diretto alle forze alleate. Snervati dalla vista della Prinsenvlag sui forti e sui campanili delle chiese di Den Helder, gli equipaggi di diverse navi iniziarono ad ammutinarsi. Tra le navi il cui equipaggio si ribellò c'era anche la nave di Van Braam, la Leyden. In seguito ammise che avrebbe potuto facilmente sedare la rivolta a bordo della sua nave, ma che poi decise di non farlo. Invece, informò il suo comandante, l'ammiraglio Story, che a sua volta dovette contrastare un ammutinamento in corso sulla nave ammiraglia, la Washington, della "situazione precaria" a bordo delle altre navi della flotta.
Successivamente Story inviò il suo capitano di bandiera, Van Capellen, e il capitano del Cerberus, De Jong, sotto bandiera bianca, per negoziare con il comandante dello squadrone britannico, Andrew Mitchell. Van Capellen e De Jong avrebbero dovuto informare Mitchell che la flotta olandese intendeva dare battaglia in conformità con gli ordini espliciti dell'agente della Marina della Repubblica Batava, Jacobus Spoors, ma che Story aveva richiesto ulteriori ordini e intendeva attenderli. Story aveva chiesto una tregua temporanea per evitare inutili spargimenti di sangue. In seguito avrebbe continuato affermando che si era trattato semplicemente di uno stratagemma per guadagnare un po' di tempo, necessario per ristabilire l'ordine nella flotta.
Mitchell non cadde in questo inganno, probabilmente perché i due negoziatori olandesi erano in realtà complici dell'ammutinamento. Mitchell diede un ultimatum a Story, che avrebbe dovuto arrendersi entro un'ora, altrimenti la sua flotta si sarebbe schierata in formazione da battaglia. Di fronte a questo ultimatum, Story convocò un consiglio di guerra a bordo della sua nave ammiraglia con tutti i suoi capitani. Secondo il tenente colonnello Frederick Maitland, presente alle discussioni a bordo del Washington in qualità di parlamentare britannico, Van Capellen, De Jong e Van Braam fecero del loro meglio per convincere il consiglio ad accettare l'ultimatum.

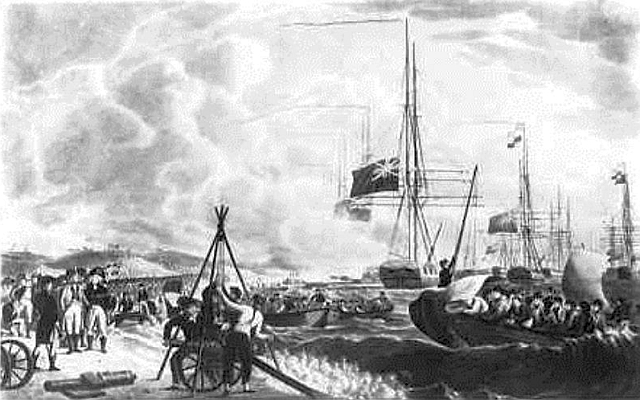
Resa della flotta olandese

Prima che questo consiglio avesse inizio, l'equipaggio del Washington aveva già iniziato l'ammutinamento, rifiutandosi di usare i cannoni e gettando le munizioni in mare. I tentativi di Van Braam e dello stesso Story di trattare con gli ammutinati non erano stati sufficienti a placare la rivolta in corso. Quando, durante il consiglio di guerra, fu chiesto loro di descrivere la situazione a bordo delle loro navi, tutti, tranne il capitano Van Senden della nave Batavier, raccontarono storie simili. In queste circostanze sembrava impossibile impegnarsi in battaglia. Inoltre, gli ufficiali valutarono che dirigersi in mare aperto non avrebbe fatto molto per fermare l'invasione, poiché lo sbarco era già avvenuto. Allo stesso tempo, sembrava impossibile affondare la flotta, perché gli equipaggi non lo avrebbero permesso. Infine, alcuni suggerirono che sarebbe stato meglio arrendersi senza opporre resistenza, perché in tal caso le navi sarebbero finite in possesso dello statolder, invece di diventare bottino di guerra per le forze alleate.
Il consiglio di guerra decise quindi all'unanimità di ammainare la bandiera della Repubblica Batava e di dichiararsi prigionieri di guerra. Tuttavia si rifiutarono di issare la bandiera del Principe, a dimostrazione che gli ufficiali non disertarono. Quando Mitchell accettò la resa, lo fece in nome del principe d'Orange ed ordinò quindi di issare la Prinsenvlag, ordine al quale alcuni degli ufficiali obbedirono. Tale atto fu interpretato da molti in Olanda come un atto di tradimento.
Nel frattempo, in assenza dei capitani, si erano verificati ulteriori episodi di ammutinamento sulle altre navi. Un ufficiale annegò, altri furono picchiati. La bandiera batava venne strappata dagli ammutinati. Gli ufficiali britannici ristabilirono l'ordine con qualche difficoltà. Dopo la loro resa, il principe visitò diverse navi per incoraggiare gli ammutinati, sperando di poter assumere egli stesso il comando della flotta arresa,  richiesta che venne in seguito respinta dagli inglesi. Gli equipaggi vennero fatti sbarcare e le navi catturate salparono alla volta dell'Inghilterra. Al principe Guglielmo furono consegnate solo cinque fregate abbandonate al largo di Den Helder, gestite da equipaggi di volontari orangisti che vivevano nelle vicinanze.

### Le navi olandesi si arresero
Lo squadrone dell'ammiraglio Story comprendeva solo una parte della flotta batava. Ad Amsterdam erano ormeggiate quattro navi da 74 cannoni e due da 64 cannoni; a Hellevoetsluis una nave da 74 cannoni e sette da 64 cannoni, oltre a diverse fregate e brigantini.
| Nome              | Cannoni | Comandante   | Tipo di imbarcazione |
| ----------------- | ------- | ------------ | -------------------- |
| Washington        | 74      | Van Capellen | Nave di linea        |
| Cerberus          | 64      | De Jong      | Nave di linea        |
| Admiral de Ruyter | 64      | Huijs        | Nave di linea        |
| Gelderland        | 64      | Waldeck      | Nave di linea        |
| Leyden            | 64      | Van Braam    | Nave di linea        |
| Utrecht           | 64      | Kolff        | Nave di linea        |
| Batavier          | 50      | Van Senden   | Nave di linea        |
| Beschermer        | 50      | Eilbracht    | Nave di linea        |
| Mars              | 44      | De Bock      | Fregata              |
| Amphitrite        | 40      | Schutter     | Fregata              |
| Ambuscade         | 32      | Riverij      | Fregata              |
| Galathea          | 16      | Droop        | Brigantino           |

## Conseguenze

### Invasione dell'Olanda

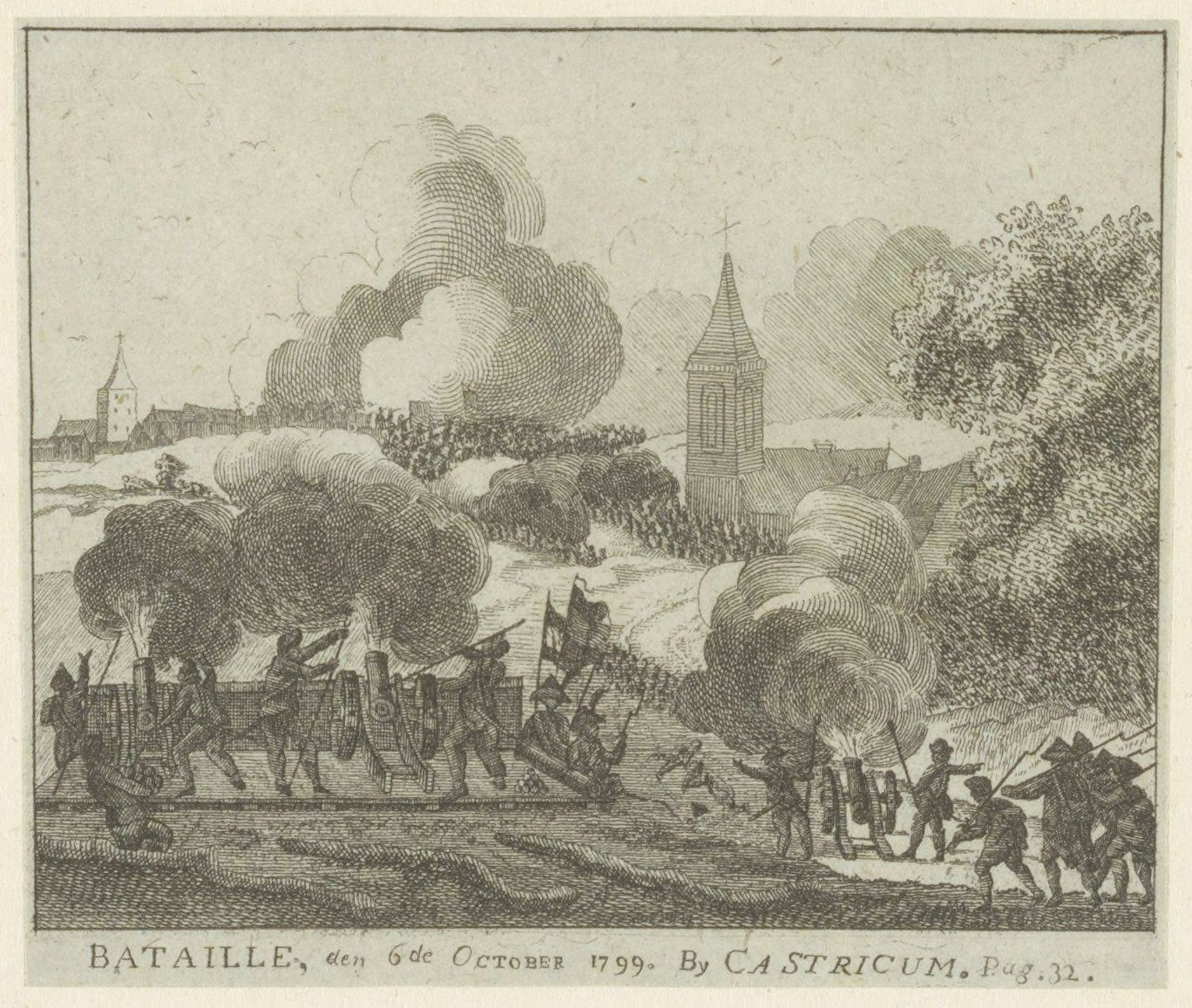
Battaglia di Castricum

Dopo la cattura della flotta olandese, inglesi e russi non trovarono alcuna sostanziale opposizione in mare da parte delle forze repubblicane. Gli sbarchi degli altri due contingenti russi ed inglesi avvennero senza alcun problema, da questo punto di vista. Sulla terraferma, piuttosto, la situazione si dimostrò rapidamente complicata da gestire: il fulcro della popolazione olandese favorevole al ritorno dello statolder si trovava in Olanda meridionale, nei pressi delle città di L'Aia e Leida, ben lontano dalla zona di approdo dei contingenti alleati. Le forze di Daendels e di Brune si trovavano esattamente nel mezzo tra questi due luoghi e la zona di sbarco delle truppe anglo-russe e fecero quanto possibile per sbarrare il cammino delle forze del duca di York. La scarsità di progressi e l'avvicinarsi dell'inverno avevano già causato numerosi ripensamenti da parte del comandante della spedizione e la decisiva sconfitta a Castricum lo convinse definitivamente ad abbandonare l'invasione. A novembre, le truppe alleate furono evacuate con ordine, dopo aver firmato una convenzione con Brune ad Alkmaar.

### Comandanti coinvolti nell'incidente

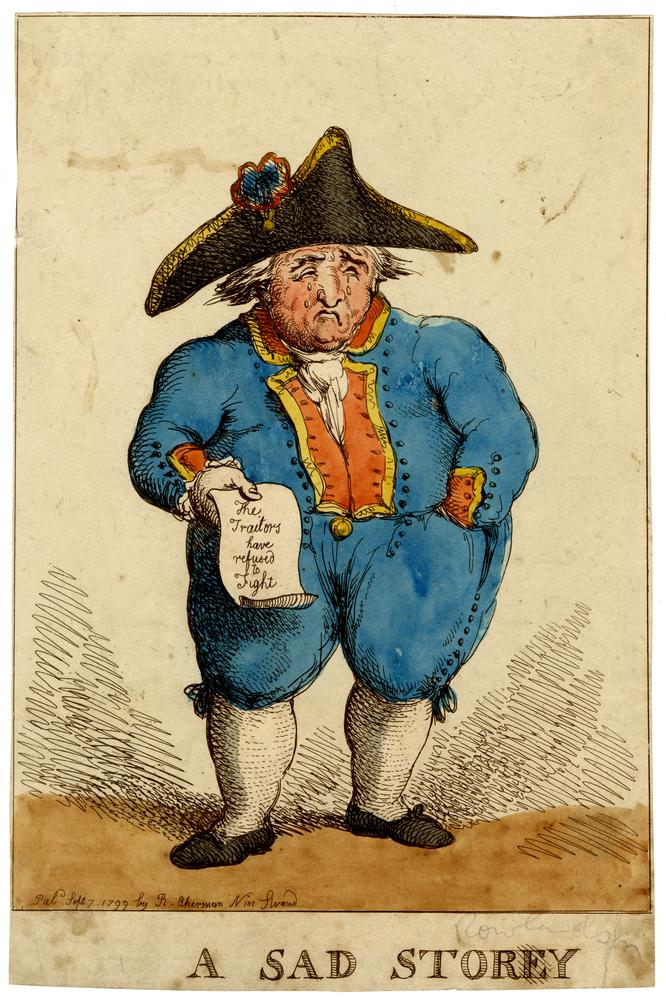
A Sad Story, una vignetta contemporanea dell'ammiraglio Story che piange per l'incidente

L'incidente di Vlieter rappresentava il secondo caso in pochi anni (il primo fu la capitolazione della baia di Saldanha nel 1796) in cui la flotta olandese si arrendeva al nemico. Le autorità della Repubblica batava decisero di convocare una corte marziale l'8 ottobre, esigendo una punizione esemplare per gli ufficiali responsabili della resa e per gli ammutinati. Poiché questi ultimi si trovavano in Inghilterra, il processo dovette attendere il loro ritorno nei Paesi Bassi, dove furono arrestati in seguito. Soltanto Story, Van Braam e Van Capellen sfuggirono all'arresto, venendo poi processati in contumacia.
Un capitano del brigantino Gier, N. Connio, fu condannato a morte e giustiziato a bordo della nave Rozenburg il 27 dicembre, con grande costernazione degli ufficiali detenuti. Anche il capitano Dirk Hendrik Kolff della Utrecht fu condannato a morte, ma riuscì a fuggire prima della sua esecuzione. Il capitano De Jong venne assolto dall'accusa di tradimento per mancanza di prove, ma venne condannato per negligenza nei suoi doveri. Fu destituito, dovette subire un'esecuzione simbolica simulata (nella quale gli venne fatta roteare una spada sopra la testa) e fu bandito a vita.
I processi vennero quindi sospesi nella speranza che gli ufficiali assenti si rendessero disponibili. Nel luglio 1801 il processo venne ripreso con nuove accuse contro gli ufficiali che avevano consegnato le navi in precedenti occasioni o che erano stati comunque abbandonati. Diversi altri ufficiali vennero puniti nel tentativo di far capire chiaramente al corpo ufficiali che arrendersi senza combattere era inaccettabile.

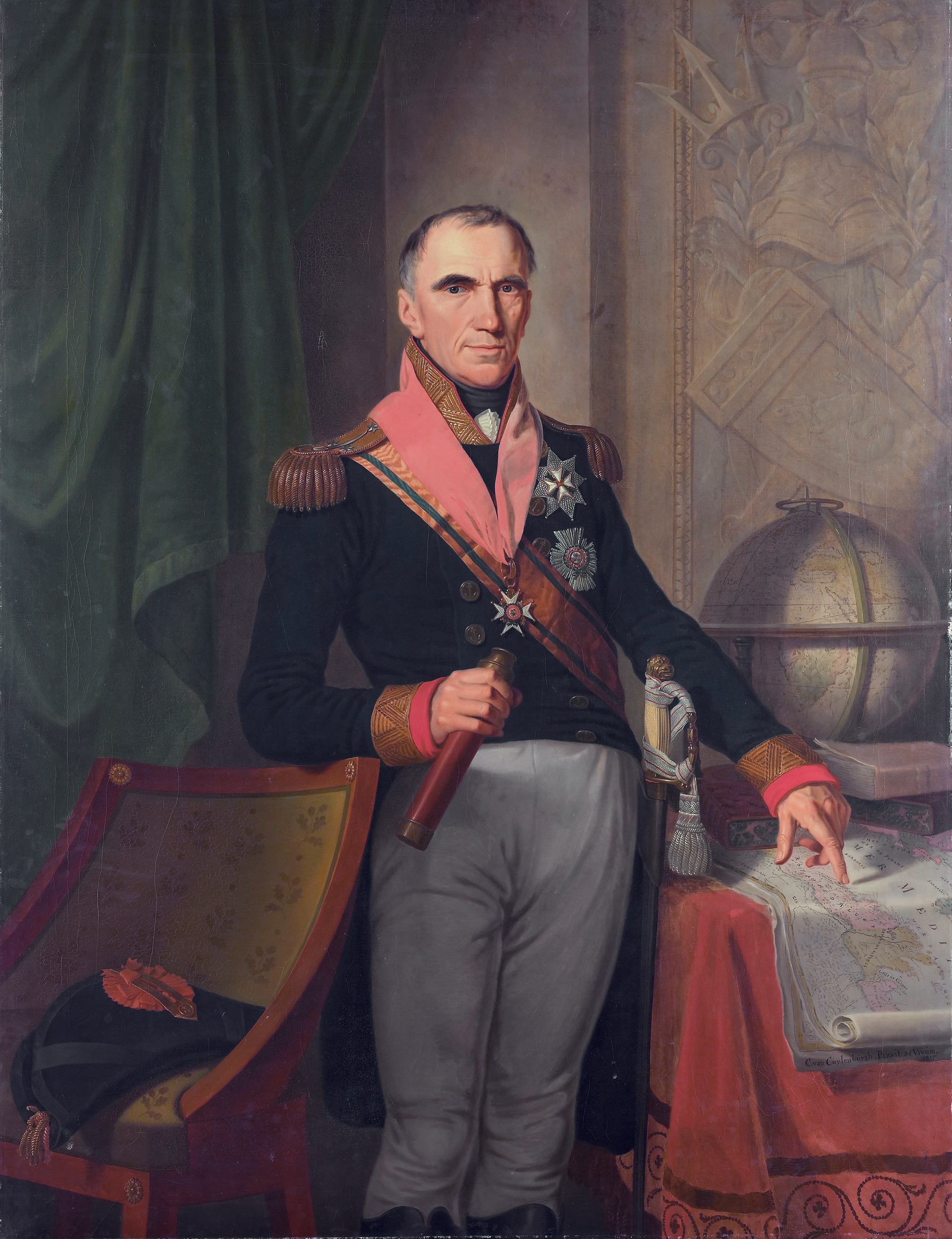
Theodorus Frederik van Capellen nel 1817

Nel giugno 1802 l'Hoge Zeekrijgsraad fu sostituito da un tribunale permanente, l'Hoge Militaire Vierschaar (Alta Corte Militare). Questo tribunale svolse i processi in contumacia contro Story, Van Capellen, Van Braam e Kolff, dopo che fu chiaro che questi ufficiali non sarebbero tornati nei Paesi Bassi dopo la pace di Amiens del 1802, dopo il loro rilascio come prigionieri di guerra. Furono condannati per negligenza, codardia e slealtà. La corte li dichiarò spergiuri, per aver infranto il giuramento di fedeltà, senza onore e "infami". Furono destituiti e banditi a vita sotto pena di esecuzione.
Story si spostò in Germania. Protestò la sua innocenza fino alla fine, pubblicando una difesa pubblica sotto forma di libro. Morì a Cleves nel 1811, prima di poter chiedere la riabilitazione al nuovo re dei Paesi Bassi.
Gli altri militari coinvolti furono più fortunati sotto questo aspetto: furono completamente riabilitati dopo che il partito orangista tornò al potere nel 1814. Ad esempio, Van Capellen divenne viceammiraglio della nuova Marina reale olandese e comandò uno squadrone durante il bombardamento di Algeri nel 1816.